# Riders on the Storm
„Riders On The Storm“ (v překladu Jezdci na bouři) je psychedelická rocková píseň americké skupiny The Doors. Jako singl vyšla roku 1971 k albu L.A. Woman vydaném téhož roku. V žebříčku Billboard Hot 100 singl dosáhl 14. místa. Skladba „Riders On The Storm“ byla inspirována písní „(Ghost) Riders in the Sky: A Cowboy Legend“. Fredwreckem remixovaná a Snoop Doggem narapovaná verze jde najít ve hře Need for Speed: Underground 2(TM)

## Vznik a vliv
Podle kytaristy Robbyho Kriegera a klávesisty Raye Manzareka byla píseň inspirována country písní Ghost Riders in the Sky: A Cowboy Legend, napsanou Stanem Jonesem v roce 1948 a zpopularizovanou Vaughnem Monroem. Části textů písně byly údajně inspirovány masovým vrahem Billy Cookem, kterého Morrison zmínil v rozhovoru v časopise The Village Voice z roku 1970, kde mluvil o Cookovi jako o inspiraci pro svůj krátký film HWY: An American Pastoral. Cook zabil šest lidí, včetně mladé rodiny, při stopování do Kalifornie.
Píseň Riders on the Storm údajně odsoudil producent kapely Paul A. Rothchild jako “koktejlovou hudbu”, což urychlilo jeho odchod z produkce L. A. Woman, což potvrdil i Robby Krieger. Rothchild sám toto tvrzení popřel a prohlásil, že se podobně vyjádřil k písni Love Her Madly. Po Rothchildově odchodu byl za producenta vybrán dlouholetý technik Bruce Botnick.
Riders on the Storm byla nahrána ve studiu Doors Workshop v prosinci 1970 za pomoci Botnicka. Jim Morrison nahrál své hlavní vokály a pak šeptem namluvil texty, které k nim vytvořily echo. Šlo o poslední píseň nahranou všemi čtyřmi členy Doors a poslední nahraná píseň Jima Morrisona , která byla vydána za jeho života. Vydána byla v červnu 1971, do Billboard Hot 100 byla zařazena ve červencovém týdnu 1971, během něhož Morrison v Paříži umřel.
Bubeník John Densmore vydal v roce 1990 knihu nazvanou Riders on the Storm, která podrobně popisuje příběh jeho života a jeho působení v The Doors.
V listopadu 2009 byla píseň uvedena do síně slávy Grammy v kategorii Rock (single).

### Vliv filosofie Martina Heideggera
Německý filozof Thomas Collmer po rozhovorech s Kriegerem a Manzarekem, tvrdí, že verš „Do tohoto světa jsme vrženi“ připomíná Heideggerovo pojetí nedobrovolného vržení do existence (Geworfenheit). V roce 1963 na Floridské státní univerzitě v Tallahassee slyšel Jim Morrison přednášku, na níž se diskutovalo o filozofech, kteří se kriticky zabývali filozofickou tradicí, včetně Friedricha Nietzscheho a také Martina Heideggera. V roce 2009 Simon Critchley věnoval svůj sloupek v deníku The Guardian Heideggerovu pojmu vržení a k objasnění využil výše uvedený Morrisonův verš. Spojení mezi vržením do světa a psím životem očekával anti-heideggerovský autor Ernst Bloch ve svém hlavním díle Princip naděje (1954–9).